# Europa Cup (mannenhandbal) 1977/78
De European Champions Cup 1977/78 was de achttiende editie van de hoogste handbalcompetitie voor clubs in Europa.

## Deelnemers
| Tweede ronde        | Tweede ronde        | Tweede ronde         | Tweede ronde      |
| ------------------- | ------------------- | -------------------- | ----------------- |
| CB Calpisa Alicante | Grün-Weiß Dankersen | SC Magdeburg         | KFUM Fredericia   |
| Śląsk Wrocław       | Dukla Praag         | IK Hellas            | Budapest Honvéd   |
| Eerste ronde        |                     |                      |                   |
| Progrès HC Seraing  | Pallamano Trieste   | Sportist Kremikovtsi | Grasshopper       |
| HB Dudelange        | Sittardia           | Hapoël Rehovot       | Sparta Helsinki   |
| Os Belenenses       | HC Birkenhead       | Kyndil Tórshavn      | UHK Krems         |
| Refstad IL          | RC Strasbourg       | Valur Reykjavík      | Partizan Bjelovar |

## Voorronde

### Eerste ronde
| Team 1             | Score    | Team 2               | 1       | 2       |
| ------------------ | -------- | -------------------- | ------- | ------- |
| Pallamano Trieste  | 39 – 39* | Hapoël Rehovot       | 22 – 18 | 17 – 21 |
| Partizan Bjelovar  | 57 – 40  | Sportist Kremikovtsi | 29 – 17 | 28 – 23 |
| Os Belenenses      | 40 – 30  | RC Strasbourg        | 24 – 16 | 16 – 14 |
| Valur Reykjavík    | 53 – 31  | Kyndil Tórshavn      | 23 – 15 | 30 – 16 |
| UHK Krems          | 36 – 33  | Grasshopper          | 19 – 13 | 17 – 20 |
| Refstad IL         | 41 – 32  | Sparta Helsinki      | 20 – 12 | 21 – 20 |
| HB Dudelange       | 50 – 25  | HC Birkenhead        | 34 – 12 | 16 – 13 |
| Progrès HC Seraing | 29 – 38  | Sittardia            | 15 – 19 | 14 – 19 |

* De Israëlische Hapoël Rehovot kwalificeerden zich door uitgoals.

### Tweede ronde
| Team 1              | Score   | Team 2              | 1       | 2       |
| ------------------- | ------- | ------------------- | ------- | ------- |
| SC Magdeburg        | 54 - 51 | Partizan Bjelovar   | 33 - 23 | 21 - 28 |
| Os Belenenses       | 41 - 63 | Dukla Praag         | 19 - 30 | 22 - 33 |
| Budapest Honvéd     | 60 - 45 | Valur Reykjavík     | 35 - 23 | 25 - 22 |
| UHK Krems           | 32 - 46 | Grün-Weiß Dankersen | 16 - 25 | 16 - 21 |
| IK Hellas           | 34 - 41 | Refstad IL          | 17 - 19 | 17 - 22 |
| CB Calpisa Alicante | 46 - 31 | Hapoël Rehovot      | 31 - 15 | 15 - 16 |
| HB Dudelange        | 37 - 60 | KFUM Fredericia     | 19 - 32 | 18 - 28 |
| Sittardia           | 38 - 63 | Śląsk Wrocław       | 17 - 32 | 21 - 31 |

## Hoofdronde

### Kwartfinale
| Team 1          | Score   | Team 2              | 1       | 2       |
| --------------- | ------- | ------------------- | ------- | ------- |
| SC Magdeburg    | 47 - 42 | Dukla Praag         | 22 - 22 | 25 - 20 |
| Budapest Honvéd | 39 - 38 | Grün-Weiß Dankersen | 24 - 20 | 15 - 18 |
| Refstad IL      | 33 - 36 | CB Calpisa Alicante | 17 - 17 | 16 - 19 |
| KFUM Fredericia | 44 - 46 | Śląsk Wrocław       | 26 - 20 | 18 - 26 |

### Halve finale
| Team 1              | Score   | Team 2        | 1       | 2       |
| ------------------- | ------- | ------------- | ------- | ------- |
| Budapest Honvéd     | 38 - 41 | SC Magdeburg  | 21 - 22 | 17 - 19 |
| CB Calpisa Alicante | 39 - 52 | Śląsk Wrocław | 18 - 20 | 21 - 22 |

### Finale
| Datum         | Team 1       | Score   | Team 2        | Locatie                     |
| ------------- | ------------ | ------- | ------------- | --------------------------- |
| 22 april 1978 | SC Magdeburg | 28 - 22 | Śląsk Wrocław | Gieseler Halle, Maagdenburg |

|              |
|              |
| SC Magdeburg |
| 1ste titel   |